# Вержи (сеньория)
Сеньория Вержи (фр. Vergy) — французская сеньория с центром в слывшем неприступным замке Вержи (фр. Château de Vergy), который располагался в гористой местности около Бона в Бургундии. Первая крепость на этом месте была построена ещё в римскую эпоху. Замок был разрушен в 1609 году, сейчас от него практически ничего не осталось.

## История

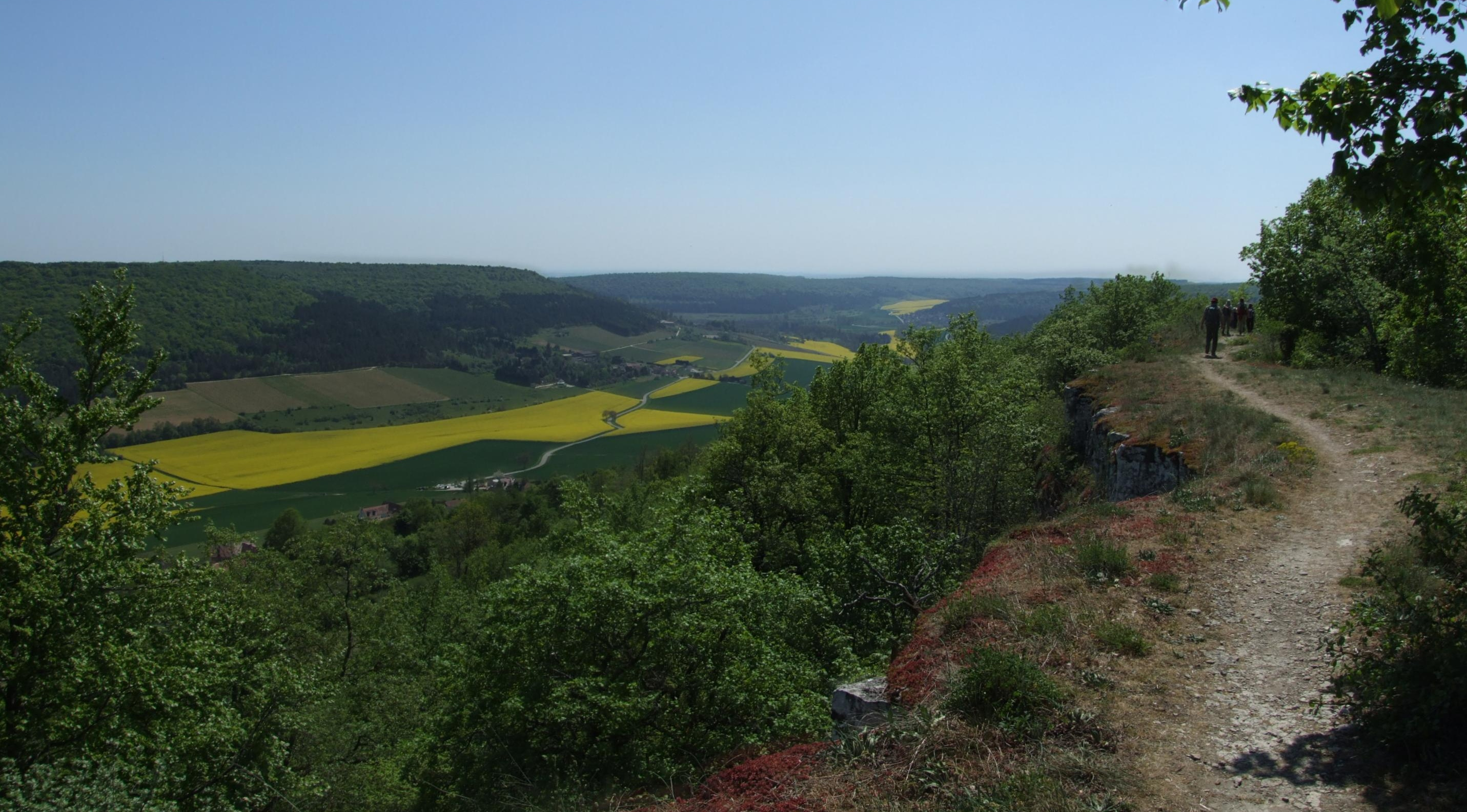
Место, где находятся руины замка Вержи

Первым известным сеньором Вержи был Гверин (Варин) из Вержи, брат майордома Нейстрии Эброина (ум. 681). Он упоминался в 674 году. Но постоянные упоминания о сеньорах Вержи относятся к IX веку. В начале IX века Вержи находилось в составе владений Гверина (Варина) I (ок. 760 — после 819), графа Шалона.
В конце IX века выдвинулся Манасия I де Вержи. Скорее всего он был внуком Гверина I, сыном Теодорика де Вержи (ум. 883), хотя существуют и другие версии его происхождения. Манасия I женился на дочери Бозона Вьеннского, благодаря чему ему удалось получить в 887 году несколько бургундских графств — Шалон, Бон и Осуа. В 894 году он получил ещё и Лангр. Его брат Вало (ум.919) в 895 году стал епископом Отёна, что ещё больше упрочило позиции дома Вержи в Бургундии. Манасия признал своим сюзереном Ричарда Заступника, который поддержал Манасию в борьбе против епископа Лангра Теобальда, с которым соперничал брат Манасии — Вало, епископ Отёна. В 911 году Манасия принимал участие в битве при Шартре, в которой Ричард Заступник разбил вождя норманнов Роллона.
После смерти Манасии его владения были разделены между сыновьями. Старший, Вало (ум. 924) унаследовал Шалон, Жильбер (ум. 956) получил графство Авалон, Манасия II Младший (ум. 925/936), получил графства Осуа и Дижон, а также Вержи.
После смерти Манассии II Вержи унаследовал его сын Рауль (ум. 970). После смерти его бездетного сына Жерара (ум. 1023) Вержи перешло к Умберту (ум. 1060), сыну Генриха, незаконного сына герцога Бургундии Эда Генриха. В 1030 году он стал епископом Парижа, а Вержи перешло к его двоюродному брату Жану (ум. ок. 1053), сыну Эда, виконта Бона. В 1053 году ему наследовал сын Роберт (ум. 1070), оставившего единственную дочь Елизавету (ум. 1119). Она вышла замуж за Саварика де Донзи (ум. ок. 1120), сеньора де Шатель-Сенсуа, младшего брата графа Шалона Жоффруа II де Донзи. В итоге Саварик стал родоначальником третьего дома де Вержи.
Жоффруа для того, чтобы раздобыть деньги для участия в Крестовом походе, заложил брату часть графства Шалон. Саварик, в свою очередь, занял деньги под половину своего приобретения у епископа Готье де Куше. Наследники Саварика продали оставшуюся часть Шалона герцогу Бургундии Гуго II.
Король Франции Людовик VII считал замок Вержи самой неприступной из крепостей королевства. Папа Александр III находил там убежище в 1159 году. В этой эпохе построена церковь Сен-Сатурнин, существующая до сих пор.
В 1185 году герцог Бургундии Гуго III безуспешно осаждал Вержи 18 месяцев, желая вынудить Гуго I де Вержи (1141—1217) платить ему дань. В итоге вмешался король Филипп II Август, вынудив герцога снять осаду.
В 1199 году герцог Бургундии Эд III женился на дочери Гуго I де Вержи, Алисе (1170—8 марта 1252). В 1198 году Гуго I уступил Вержи Алисе и её мужу, благодаря чему сеньория перешла герцогам Бургундии.

## Список сеньоров де Вержи
Первый дом де Вержи
- ??? — после 719: Гверин I (ок. 760 — после 819), граф Шалона, граф Оверни с 818
- 8??—893: Теодорик (ум. 883), сеньор де Вержи
- 893—918: Манасия I Старый (ок. 860—918), граф Атье, Осуа, Авалуа, Бона, Шалона, Десмуа и Ошере в 887—918, сеньор де Вержи с 893, граф Лангра с 894
- 918—925/936: Манасия II Молодой (ум. 925/936), граф Осуа и Дижона, сеньор Вержи с 918, сын предыдущего
- 925/936—970: Рауль (ум. 970), граф Осуа и Дижона, сеньор Вержи с 925/970, сын предыдущего
- 970—1023: Жерар (ок. 950—1023), сеньор де Вержи с 970, сын предыдущего

Второй дом де Вержи
- 1023—1030: Умберт (ум. 1060), сеньор де Вержи 1023—1030, епископ Парижа с 1030, внук Эда Генриха, герцога Бургундии
- 1030—1053: Жан I (ум. ок. 1053), сеньор де Вержи с 1030, двоюродный брат предыдущего, сын Эда, виконта Бона
- 1053—1070: Роберт (ум. 1070), сеньор де Вержи, сын предыдущего
- 1070—1119: Елизавета (ум. 1119), дама де Вержи, дочь предыдущего

Третий дом де Вержи
- 1070—1119: Саварик де Донзи (ум. ок. 1120), сеньор де Шатель-Сенсуа, сеньор де Вержи 1070—1119, муж предыдущей
- 1119—1131: Симон I (ум. ок. 1131), сеньор де Вержи с 1119, сын предыдущего
- 1131—1191: Ги (ок. 1105—1191), сеньор де Вержи с 1131, сын предыдущего
- 1168—1198: Гуго I (ок. 1141—1217), сеньор де Вержи 1191—1198, сын предыдущего
- 1198—1252: Алиса (1170—1252), дама де Вержи с 1198, дочь предыдущего
муж: Эд III, герцог Бургундии